# Pogonatherum rufobarbatum
Pogonatherum rufobarbatum är en gräsart som beskrevs av William Griffiths. Pogonatherum rufobarbatum ingår i släktet Pogonatherum och familjen gräs. Inga underarter finns listade i Catalogue of Life.